# Naqshbandiyya

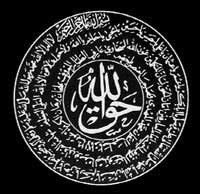
Amuleto Naqshbandi para la protección espiritual.

La Naqshbandiyya es una de las cuatro tariqa sufíes más importantes en el seno del Islam. Toma su nombre de Baha-ud-Din Naqshband Bukhari, que es considerado como su maestro, aunque no fue el fundador, ya que estos fueron principalmente Yusuf Hamdani y Abdul Khaliq Gajadwani en el siglo XII. Su influencia se va a extender rápidamente por gran parte del mundo musulmán, desde Anatolia a la India, pasando por el Cáucaso y Asia Central. Al contrario de otras corrientes, la naqshbandiyya hace remontar su silsila (cadena iniciática) con el profeta Mahoma a través de su compañero y primer califa, Abu Bakr. Algunos sectores, por el contrario la hacen remontar a Alí, al igual que la mayoría de órdenes sufíes. La línea de liderazgo hereditario basada en el linaje del fundador de la orden Bahauddin Naqshband y su hija Zahra es a través de Hazrat Ishaans. 